# Sergei Sukhoruchenkov
Sergey Nikolayevich Sukhoruchenkov (em russo:  Сергей Николаевич Сухорученков; nascido em 10 de agosto de 1956) é um ex-ciclista soviético e campeão olímpico.
Conquistou a medalha de ouro na prova de estrada individual, competindo pela União Soviética nos Jogos Olímpicos de Verão de 1980 em Moscou.
É pai da ciclista profissional russa Olga Zabelinskaya, medalhista dos Jogos Olímpicos de Londres 2012.